# ドウス昌代
ドウス 昌代（Duus まさよ、1938年9月12日 - 2022年11月18日）は、日本のノンフィクション作家。

## 来歴・人物
北海道岩見沢市生まれ、本名・梅沢昌代。早稲田大学文学部卒業、米国在住。日本とアメリカの関係、および両国の間に生きた人々を描くノンフィクションを書く。
1977年、『東京ローズ』でデビューし、講談社出版文化賞ノンフィクション部門受賞、1982年、『ブリエアの解放者たち』で文藝春秋読者賞、1992年、『日本の陰謀』で大宅壮一ノンフィクション賞、新潮学芸賞、2000年、『イサム・ノグチ』で講談社ノンフィクション賞受賞。
日本近代史研究者で、スタンフォード大学名誉教授のピーター・ドウスは夫。1990年には夫婦で長谷工アーベストのCMに出演している。弟は尚美学園大学名誉教授の梅澤昇平。
2022年11月18日、パーキンソン病のため死去。

## 著書
- ドウス昌代『東京ローズ―反逆者の汚名に泣いた30年』サイマル出版会（原著1977年1月1日）。ISBN 978-4377203448。 NCID BN03558887。
  - ドウス昌代『東京ローズ』文藝春秋〈文春文庫〉（原著1982年11月1日）。ISBN 978-4167295011。 NCID BN06493915。
  - ドウス昌代『東京ローズ』文藝春秋〈文春文庫〉（原著1990年5月1日）。ISBN 9784163442808。 NCID BN0520334X。

- ドウス昌代『敗者の贈物 : 国策慰安婦をめぐる占領下秘史』講談社（原著1979年7月1日）。 NCID BN0592173X。
  - ドウス昌代『敗者の贈物 : 特殊慰安施設RAAをめぐる占領史の側面』講談社〈講談社文庫〉（原著1995年8月1日）。ISBN 978-4062631358。 NCID BN13844951。

- ドウス昌代『私が帰る二つの国』文藝春秋（原著1980年7月1日）。ISBN 978-4163360409。 NCID BN02003810。
  - ドウス昌代『私が帰る二つの国』文藝春秋〈文春文庫〉（原著1985年11月1日）。ISBN 978-4167295028。 NCID BN09368170。

- ドウス昌代『かりふぉるにあ通信』文藝春秋（原著1982年6月1日）。ISBN 978-4163373508。 NCID BN09273620。
- ドウス昌代『ブリエアの解放者たち』文藝春秋（原著1983年9月1日）。 NCID BN02103972。
  - ドウス昌代『ブリエアの解放者たち』文藝春秋〈文春文庫〉（原著1986年12月1日）。ISBN 978-4167295035。 NCID BN0649450X。

- ドウス昌代『ハワイに翔けた女―火の島に生きた請負師・岩崎田鶴子』文藝春秋（原著1985年9月1日）。ISBN 978-4163400006。 NCID BN11202115。
  - ドウス昌代『ハワイに翔けた女―火の島に生きた請負師・岩崎田鶴子』文藝春秋〈文春文庫〉（原著1989年4月1日）。ISBN 978-4167295042。 NCID BN03622738。

- ドウス昌代『女たち、18人の熱い夢』新潮社（原著1987年10月1日）。ISBN 978-4103677017。 NCID BN01649369。
- ドウス昌代『日本の陰謀 : ハワイオアフ島大ストライキの光と影』文藝春秋（原著1991年9月1日）。ISBN 978-4163456201。 NCID BN06965082。
  - ドウス昌代『日本の陰謀 : ハワイオアフ島大ストライキの光と影』文藝春秋〈文春文庫〉（原著1994年9月1日）。ISBN 978-4167295059。 NCID BN11917034。

- ドウス昌代『トップ・ガンの死―核搭載機水没事件』講談社（原著1994年7月1日）。ISBN 978-4062054270。 NCID BN11271468。
  - ドウス昌代『水爆搭載機水没事件―トップ・ガンの死』講談社〈講談社文庫〉（原著1997年6月1日）。ISBN 978-4062635318。 NCID BA32848980。

- ドウス昌代『イサム・ノグチ: 宿命の越境者（上、下）』講談社（原著2000年1月1日）。ISBN 9784062101233。 NCID BA63146547。
  - ドウス昌代『イサム・ノグチ: 宿命の越境者（上）』講談社〈講談社文庫〉（原著2003年7月15日）。ISBN 978-4062736909。 NCID BA63146547。
  - ドウス昌代『イサム・ノグチ: 宿命の越境者（下）』講談社〈講談社文庫〉（原著2003年7月15日）。ISBN 978-4062736916。 NCID BA63146547。

- ドウス昌代、澤地久枝『海をわたる手紙 : ノンフィクションの「身の内」』岩波書店（原著2017年2月16日）。ISBN 978-4000222341。 NCID BB23162567。

## 出演

### CM
- 長谷工アーベスト 企業CM（1990年。夫と共に出演）

## 参考
- 『現代日本人名録』2002年